# 鏑矢

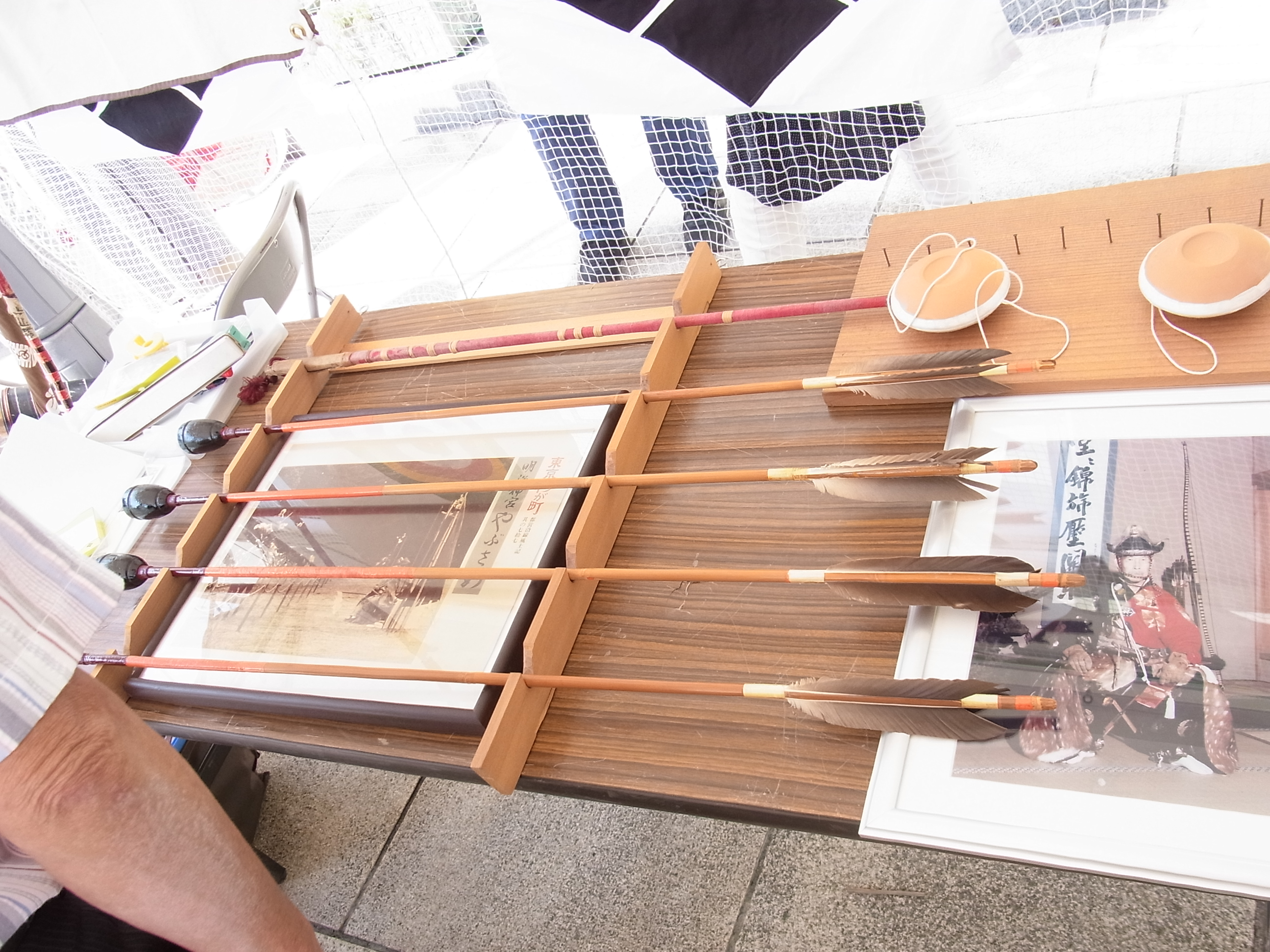
鏑矢

鏑矢（かぶらや、希に蕪矢とも書く）は、矢の先端付近の鏃の根元に位置するように鏑（後述）が取り付けられた矢のこと。射放つと音響が生ずることから戦場における合図として合戦開始等の通知に用いられた。
古くはユーラシア大陸では、中国の戦国時代の中原にて、荘子在宥篇に「嚆矢」の故事成語を成した話が記されている。また、北アジアの草原地帯にて遊牧国家の匈奴を大帝国に発展させた冒頓単于が、親衛隊に冒頓の射る鏑矢の向けられた先を一斉に射るよう厳命して訓練をほどこしクーデターに成功した逸話が、前漢期に匈奴と全面戦争を永年にわたって展開した武帝の時代に編纂された史記に語られる。
日本列島では鎌倉時代には既に記述が見られる（保元物語）が、初期の頃は名称も定まっておらず起源、いつ頃から使われていたのかは解っていない。

## 種類
鏑（かぶら）
矢の先端に付ける武具の一種。大きさは全長で5cm前後から20cm前後まで大小様々で、円筒形、円錐形、或は紡錘形を基本とし、詳細な形状は一様ではない。矢への取り付けは基部から先端まで矢箆を貫通させ、先端から鏃を挿して固定する。中身が刳り貫かれており中空構造になっており、通常は割れが生じないよう数カ所糸で巻き締め固定し、仕上げに漆で塗り固めてある。材質は朴や桐など軽量で加工性の良い木材、かつては鹿角や竹根も用いられた。
蟇目（ひきめ）
引目とも書く。上記鏑に数カ所の穴を開けたもので、鏑と同様に矢箆を上下に貫通させ、釘状のもので固定する。正式な造りは4つ穴で、これを四目（しめ）と呼ぶ。これを矢の先端に取り付けた矢を放つと穴に空気が流入する事で笛のように音が鳴り、鋭い音を発する。蟇目の出す音が邪を払い場を清めるとされている。蟇目鏑とも言う。
神頭（じんとう）
矢頭とも書く。厳密には鏑とは別物だが、外見が鏑と似ている為、しばしば鏑と混同されがちである。古くから存在し、鏑に良く似ているが、中身が刳り貫かれておらず、また大きさも鏑より小さい。紡錘形から円錐形まで形状・大きさとも一様ではなく、材質は軽量、硬質な木材など、古くは海藻の根を乾燥させたものが使用された。鏃の代わりに矢に取り付け、射あてるものを傷を付けないよう、もしくは射砕く目的で使用される。

## 用途
鏑矢（かぶらや）
鏑を先端に取り付け、鏃を有する矢をいう。鏑は小寸のものを用い、鏃には一般に戦場で多く使われる射貫く用途の征矢（そや）でなく、射切る用途の雁又、平根などを挿すのが一般的である。中世は鏑矢を一手（ひとて）を征矢などの普通の矢と共に箙に盛り上差矢（うわざしや）とするのが作法であった。現在では流鏑馬など故実の祭礼式などで使用され、また飾り矢として邪を払う縁起の良いものとして親しまれている。
蟇目矢（ひきめや）
蟇目を取り付けた矢のこと。鏃を付けず、蟇目の出す音で邪を払い場を清める事を目的とし、祭礼神事で使われる。古くは誕生蟇目・産屋の引目・射越の引目などと称し、胎児の健康、成長祈願や家屋の屋根を越えるように蟇目矢を放ち邪を払い、魔を退散させるなどした。現在では小笠原流に『蟇目の儀』が伝わっており、下賀茂神社や住吉大社、一部弓道大会の開会などで行われている。蟇目の儀は、最近では国際弓道連盟設立記念大会にて執り行われた。
蟇目鏑矢（ひきめかぶらや）
蟇目矢に雁又、平根などの鏃を挿した形のもの。中世は上差矢として通常の矢と共に箙に盛って携行し、合戦の始めや味方への合図を出す際にこれを放ち、音を出して遠くに伝えた。現在では邪を払う縁起の良いものとされ、飾り矢として親しまれている。
神頭矢（じんとうや）
神頭を矢の先端に取り付けたもの。厳密には鏑矢とは別物である。鏃は挿さない。古くから笠懸、流鏑馬、犬追物など稽古用に使用され、初期の頃は的矢としても用いられた。現在は武田流、小笠原流に伝わる流鏑馬など、故実の祭礼式などで使用されている。